# Incollogenius humeralis
Incollogenius humeralis is een keversoort uit de familie vuurkevers (Pyrochroidae). De wetenschappelijke naam van de soort is voor het eerst geldig gepubliceerd in 1917 door Pic.